# Vieirinha
Adelino André Vieira Freitas (Guimarães, 24 januari 1986) – alias Vieirinha – is een Portugees voetballer die bij voorkeur als rechtsbuiten speelt. Hij verruilde VfL Wolfsburg in augustus 2017 voor PAOK Saloniki, waarvoor hij ook van 2008 tot 2012 uitkwam. Vieirinha debuteerde in 2013 in het Portugees voetbalelftal.

## Clubcarrière
Vieirinha verruilde op zeventienjarige leeftijd Vitória SC voor FC Porto. Omdat hij niet meteen doorbrak in het eerste elftal leende FC Porto hem driemaal uit. In 2006 aan FC Marco, tijdens het seizoen 2007/08 aan Leixões SC en in het seizoen 2008/09 aan het Griekse PAOK Saloniki. In juli 2009 besloot PAOK Saloniki om Vieirinha definitief over te nemen. In totaal speelde hij 100 competitiewedstrijden voor de club uit Thessaloniki, waarin hij 19 doelpunten scoorde. Op 3 januari 2012 werd bekend dat Vieirinha voor vier miljoen euro verkocht werd aan het Duitse VfL Wolfsburg. Hij tekende een contract tot medio 2015 bij Die Wölfe. Hij debuteerde op 21 januari 2012 in de Bundesliga tegen FC Köln. Hij speelde de eerste helft en werd aan de rust vervangen door Sebastian Polter. Op 9 maart 2013 maakte hij zijn eerste doelpunt voor VfL Wolfsburg tegen SC Freiburg (5–2 winst) met een volley van buiten de zestien. Op de tweede speeldag van het seizoen 2013/14 maakte hij zijn tweede doelpunt in de Bundesliga tegen Schalke 04 (4–0 winst).

## Clubstatistieken
| Seizoen     | Club            | Competitie    | Competitie | Competitie | Competitie | Beker | Beker | Beker | Internationaal | Internationaal | Internationaal | Totaal | Totaal | Totaal |
| Seizoen     | Club            | Competitie    | Wed.       | Dlp.       | Ass.       | Wed.  | Dlp.  | Ass.  | Wed.           | Dlp.           | Ass.           | Wed.   | Dlp.   | Ass.   |
| ----------- | --------------- | ------------- | ---------- | ---------- | ---------- | ----- | ----- | ----- | -------------- | -------------- | -------------- | ------ | ------ | ------ |
| 2005/06     | FC Porto        | Primeira Liga | 0          | 0          | 0          | 0     | 0     | 0     | —              | —              | —              | 0      | 0      | 0      |
| Club Totaal | Club Totaal     | Club Totaal   | 0          | 0          | 0          | 0     | 0     | 0     | 0              | 0              | 0              | 0      | 0      | 0      |
| 2005/06     | → FC Marco      | Segunda Liga  | 13         | 4          | 0          | 0     | 0     | 0     | —              | —              | —              | 13     | 4      | 0      |
| Club Totaal | Club Totaal     | Club Totaal   | 13         | 4          | 0          | 0     | 0     | 0     | 0              | 0              | 0              | 13     | 4      | 0      |
| 2006/07     | FC Porto        | Primeira Liga | 8          | 0          | 0          | 1     | 1     | 0     | 1              | 0              | 0              | 10     | 1      | 0      |
| Club Totaal | Club Totaal     | Club Totaal   | 8          | 0          | 0          | 1     | 1     | 0     | 1              | 0              | 0              | 10     | 1      | 0      |
| 2007/08     | → Leixões SC    | Segunda Liga  | 21         | 1          | 0          | 0     | 0     | 0     | —              | —              | —              | 21     | 1      | 0      |
| Club Totaal | Club Totaal     | Club Totaal   | 21         | 1          | 0          | 0     | 0     | 0     | 0              | 0              | 0              | 21     | 1      | 0      |
| 2008/09     | → PAOK Saloniki | Super League  | 21         | 1          | 1          | 0     | 0     | 0     | —              | —              | —              | 21     | 1      | 1      |
| 2009/10     | PAOK Saloniki   | Super League  | 34         | 7          | 8          | 2     | 0     | 0     | 2              | 0              | 1              | 38     | 7      | 9      |
| 2010/11     | PAOK Saloniki   | Super League  | 31         | 6          | 8          | 4     | 1     | 0     | 12             | 4              | 2              | 47     | 11     | 10     |
| 2011/12     | PAOK Saloniki   | Super League  | 13         | 5          | 5          | 1     | 0     | 0     | 9              | 4              | 0              | 23     | 9      | 5      |
| Club Totaal | Club Totaal     | Club Totaal   | 99         | 19         | 22         | 7     | 1     | 0     | 23             | 8              | 3              | 129    | 28     | 25     |
| 2011/12     | VfL Wolfsburg   | Bundesliga    | 9          | 0          | 1          | 0     | 0     | 0     | —              | —              | —              | 9      | 0      | 1      |
| 2012/13     | VfL Wolfsburg   | Bundesliga    | 27         | 1          | 5          | 5     | 0     | 0     | —              | —              | —              | 32     | 1      | 5      |
| 2013/14     | VfL Wolfsburg   | Bundesliga    | 11         | 1          | 1          | 3     | 0     | 0     | —              | —              | —              | 14     | 1      | 1      |
| 2014/15     | VfL Wolfsburg   | Bundesliga    | 31         | 1          | 6          | 5     | 0     | 1     | 10             | 1              | 3              | 46     | 2      | 10     |
| 2015/16     | VfL Wolfsburg   | Bundesliga    | 26         | 1          | 5          | 3     | 0     | 0     | 8              | 1              | 1              | 37     | 2      | 6      |
| 2016/17     | VfL Wolfsburg   | Bundesliga    | 23         | 1          | 0          | 2     | 0     | 0     | —              | —              | —              | 25     | 1      | 0      |
| Club Totaal | Club Totaal     | Club Totaal   | 127        | 5          | 18         | 18    | 0     | 1     | 18             | 2              | 4              | 163    | 7      | 23     |
| 2017/18     | PAOK Saloniki   | Super League  | 24         | 1          | 7          | 5     | 1     | 0     | —              | —              | —              | 29     | 2      | 7      |
| 2018/19     | PAOK Saloniki   | Super League  | 26         | 5          | 4          | 3     | 1     | 0     | 8              | 0              | 0              | 37     | 6      | 4      |
| 2019/20     | PAOK Saloniki   | Super League  | 20         | 5          | 2          | 3     | 1     | 1     | —              | —              | —              | 23     | 6      | 3      |
| 2020/21     | PAOK Saloniki   | Super League  | 21         | 4          | 1          | 4     | 1     | 0     | —              | —              | —              | 25     | 5      | 1      |
| 2021/22     | PAOK Saloniki   | Super League  | 19         | 1          | 1          | 3     | 0     | 0     | 10             | 1              | 0              | 32     | 2      | 1      |
| Club Totaal | Club Totaal     | Club Totaal   | 209        | 35         | 37         | 25    | 5     | 1     | 41             | 9              | 3              | 275    | 49     | 41     |
| TOTAAL      | TOTAAL          | TOTAAL        | 378        | 45         | 55         | 44    | 6     | 2     | 60             | 11             | 7              | 482    | 62     | 64     |

Bijgewerkt tot en met 13 maart 2022.

## Interlandcarrière
Vieirinha speelde in alle Portugese jeugdelftallen vanaf de –16. In totaal speelde hij 92 interlands voor de Portugese nationale jeugdelftallen, waarin hij 26 doelpunten maakte . In november 2011 werd Vieirinha voor het eerst opgeroepen voor Portugal voor een EK-kwalificatiewedstrijd tegen Bosnië en Herzegovina. Hij verving de geblesseerde Danny in de selectie. Op 22 maart 2013 debuteerde Vieirinha anderhalf jaar na zijn eerste selectie in een WK-kwalificatiewedstrijd tegen Israël. Hij speelde de laatste 30 minuten in een wedstrijd die eindigde in 3–3 na te zijn ingevallen voor Silvestre Varela. Op 19 mei 2014 maakte bondscoach Paulo Bento bekend Vieirinha mee te nemen naar het wereldkampioenschap voetbal in Brazilië. Toenmalig clubgenoten Luiz Gustavo (Brazilië), Ivan Perišić en Ivica Olić (Kroatië), Kevin De Bruyne (België), Diego Benaglio en Ricardo Rodríguez (Zwitserland) waren ook actief op het toernooi. Vieirinha kwam in één groepswedstrijd in actie.
Bondscoach Fernando Santos nam Vieirinha op 17 mei 2016 op in de Portugese selectie voor het Europees kampioenschap voetbal 2016 in Frankrijk, na zelf in drie kwalificatiewedstrijden gespeeld te hebben. Zijn landgenoten en hij wonnen hier voor het eerst in de geschiedenis van Portugal een groot landentoernooi. Een doelpunt van Éder in de verlenging besliste de finale tegen Frankrijk: 1–0.

### Overzicht als interlandspeler
| Interlands van Vieirinha voor Portugal | Interlands van Vieirinha voor Portugal | Interlands van Vieirinha voor Portugal | Interlands van Vieirinha voor Portugal | Interlands van Vieirinha voor Portugal | Interlands van Vieirinha voor Portugal |
| №                                      | Datum                                  | Wedstrijd                              | Uitslag                                | Competitie                             | Goals                                  |
| Als speler bij VfL Wolfsburg           | Als speler bij VfL Wolfsburg           | Als speler bij VfL Wolfsburg           | Als speler bij VfL Wolfsburg           | Als speler bij VfL Wolfsburg           | Als speler bij VfL Wolfsburg           |
| -------------------------------------- | -------------------------------------- | -------------------------------------- | -------------------------------------- | -------------------------------------- | -------------------------------------- |
| 1.                                     | 22 maart 2013                          | Israël – Portugal                      | 3 – 3                                  | Kwalificatie WK 2014                   |                                        |
| 2.                                     | 26 maart 2013                          | Azerbeidzjan – Portugal                | 0 – 2                                  | Kwalificatie WK 2014                   |                                        |
| 3.                                     | 7 juni 2013                            | Portugal – Rusland                     | 1 – 0                                  | Kwalificatie WK 2014                   |                                        |
| 4.                                     | 10 juni 2013                           | Kroatië – Portugal                     | 0 – 1                                  | Vriendschappelijk                      |                                        |
| 5.                                     | 6 september 2013                       | Noord-Ierland – Portugal               | 2 – 4                                  | Kwalificatie WK 2014                   |                                        |
| 6.                                     | 10 september 2013                      | Brazilië – Portugal                    | 3 – 1                                  | Vriendschappelijk                      |                                        |
| 7.                                     | 31 mei 2014                            | Portugal – Griekenland                 | 0 – 0                                  | Vriendschappelijk                      |                                        |
| 8.                                     | 6 juni 2014                            | Mexico – Portugal                      | 0 – 1                                  | Vriendschappelijk                      |                                        |
| 9.                                     | 10 juni 2014                           | Ierland – Portugal                     | 1 – 5                                  | Vriendschappelijk                      | 77'                                    |
| 10.                                    | 26 juni 2014                           | Ghana – Portugal                       | 1 – 2                                  | WK 2014                                |                                        |
| 11.                                    | 7 september 2014                       | Portugal – Albanië                     | 0 – 1                                  | Kwalificatie EK 2016                   |                                        |
| 12.                                    | 11 oktober 2014                        | Frankrijk – Portugal                   | 2 – 1                                  | Vriendschappelijk                      |                                        |
| 13.                                    | 31 maart 2015                          | Portugal – Kaapverdië                  | 0 – 2                                  | Vriendschappelijk                      |                                        |
| 14.                                    | 13 juni 2015                           | Armenië – Portugal                     | 2 – 3                                  | Kwalificatie EK 2016                   |                                        |
| 15.                                    | 16 juni 2015                           | Italië – Portugal                      | 0 – 1                                  | Vriendschappelijk                      |                                        |
| 16.                                    | 4 september 2015                       | Portugal – Frankrijk                   | 0 – 1                                  | Vriendschappelijk                      |                                        |
| 17.                                    | 7 september 2015                       | Albanië – Portugal                     | 0 – 1                                  | Kwalificatie EK 2016                   |                                        |
| 18.                                    | 17 november 2015                       | Luxemburg – Portugal                   | 0 – 2                                  | Vriendschappelijk                      |                                        |
| 19.                                    | 25 maart 2016                          | Portugal – Bulgarije                   | 0 – 1                                  | Vriendschappelijk                      |                                        |
| 20.                                    | 29 mei 2016                            | Portugal – Noorwegen                   | 3 – 0                                  | Vriendschappelijk                      |                                        |
| 21.                                    | 2 juni 2016                            | Engeland – Portugal                    | 1 – 0                                  | Vriendschappelijk                      |                                        |
| 22.                                    | 8 juni 2016                            | Portugal – Estland                     | 7 – 0                                  | Vriendschappelijk                      |                                        |
| 23.                                    | 14 juni 2016                           | Portugal – IJsland                     | 1 – 1                                  | EK 2016                                |                                        |
| 24.                                    | 18 juni 2016                           | Portugal – Oostenrijk                  | 0 – 0                                  | EK 2016                                |                                        |
| 25.                                    | 22 juni 2016                           | Hongarije – Portugal                   | 3 – 3                                  | EK 2016                                |                                        |

## Erelijst
| Competitie                    |          |                          |          |          |
| Competitie                    | Aantal   | Jaren                    |          |          |
| FC Porto                      | FC Porto | FC Porto                 | FC Porto | FC Porto |
| ----------------------------- | -------- | ------------------------ | -------- | -------- |
| Kampioen Primeira Liga        | 1x       | 2006/07                  |          |          |
| Supertaça Cândido de Oliveira | 1x       | 2006                     |          |          |
| VfL Wolfsburg                 |          |                          |          |          |
| DFB Pokal                     | 1x       | 2014/15                  |          |          |
| DFL-Supercup                  | 1x       | 2015                     |          |          |
| PAOK Saloniki                 |          |                          |          |          |
| Super League                  | 1x       | 2018/19                  |          |          |
| Griekse voetbalbeker          | 3x       | 2017/18, 2018/19,2020/21 |          |          |
| Portugal                      |          |                          |          |          |
| Europees kampioen             | 1x       | 2016                     |          |          |
| Portugal -17                  |          |                          |          |          |
| Europees kampioen -17         | 1x       | 2003                     |          |          |

1 Pavlenka ·
2 Camara ·
4 Peña ·
5 Michailidis ·
6 Lovren ·
7 Konstantelias ·
9 Tsjalov ·
11 Taison ·
14 Živković ·
15 Colley ·
16 Kędziora ·
18 Gómez ·
19 Otto ·
20 Vieirinha  ·
21 Rahman ·
22 Schwab ·
23 Sastre ·
25 Thymianis ·
27 Ozdojev ·
28 Wieteska ·
42 Kotarski ·
47 Shoretire ·
70 Samatta ·
71 Thomas ·
77 Despodov ·
80 Pelkas ·
82 Meïté ·
99 Tsiftsis ·
Coach: Lucescu
1 Eduardo Carvalho ·
2 Alves ·
3 Pepe ·
4 Veloso ·
5 Coentrão ·
6 William Carvalho ·
7 Ronaldo  ·
8 Moutinho ·
9 H. Almeida ·
10 Vieirinha ·
11 Éder ·
12 Patrício ·
13 Ricardo Costa ·
14 Neto ·
15 Rafa ·
16 Meireles ·
17 Nani ·
18 Varela ·
19 A. Almeida ·
20 Amorim ·
21 Pereira ·
22 Beto ·
23 Postiga ·
Coach: Bento
1 Patrício ·
2 Alves ·
3 Pepe ·
4 Fonte ·
5 Guerreiro ·
6 Ricardo Carvalho ·
7 Ronaldo  ·
8 Moutinho ·
9 Éder ·
10 João Mário ·
11 Vieirinha ·
12 Lopes ·
13 Danilo ·
14 William Carvalho ·
15 Gomes ·
16 Sanches ·
17 Nani ·
18 Rafa ·
19 Eliseu ·
20 Quaresma ·
21 Cédric ·
22 Eduardo Carvalho ·
23 Adrien ·
Coach: Santos